# 평양과학기술대학

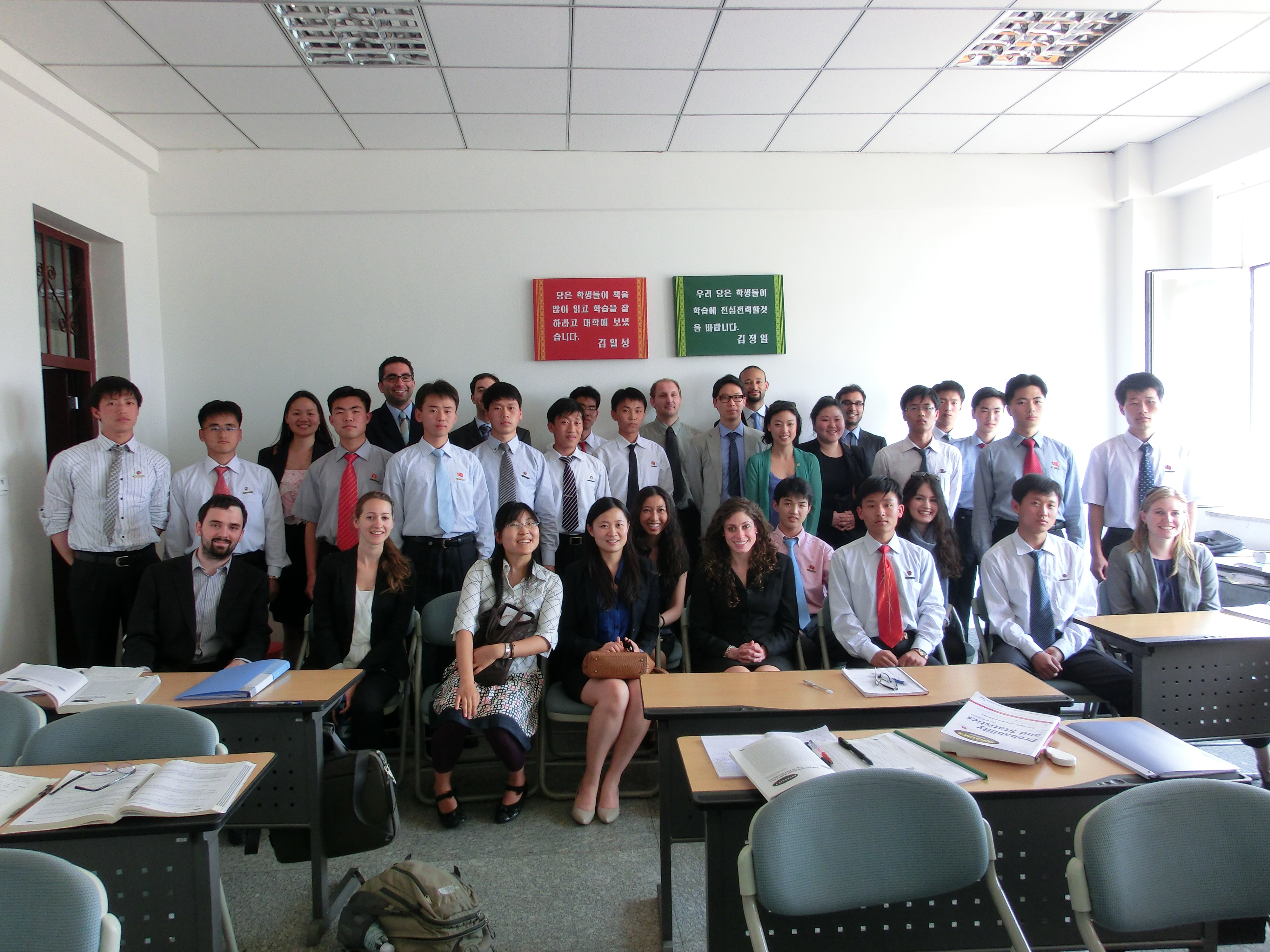

평양과학기술대학(平壤科學技術大學, Pyongyang University of Science and Technology, PUST)은 평양직할시 락랑구역 승리동에 있는 조선민주주의인민공화국의 유일한 사립대학으로, 북조선의 교육성과 대한민국의 사단법인 동북아교육문화협력재단이 함께 설립하였다. 2001년 사업을 시작했으나, 여러 차례 개교가 지연되어, 2010년 가을부터 신입생을 받았다. 설립 과정에서 해외 동포와 대한민국의 대학 및 기독교계의 도움을 받았다. 학과로 정보통신공학부, 농생명공학부, 경영학부가 있으며, 보건의료학부와 건설공학부가 신설될 예정이다.

## 같이 보기
- 토마스 기념교회